# L'amante proibita
L'amante proibita (La petite fille en velours bleu) è un film del 1978 diretto da Alan Bridges, interpretato da Michel Piccoli e Claudia Cardinale.

## Trama
Nel 1940, durante l'occupazione tedesca in Francia, in piena guerra, un chirurgo che vive in Costa Azzurra opera clandestinamente nella clinica di un amico che lo ospita. Conosce e si innamora di Laura, la figlia di Francesca, antifascista italiana fuggita oltralpe con il suo amante.